# Pamela Nomvete
Pamela Nomvete (1963) è un'attrice etiope con cittadinanza sudafricana naturalizzata britannica.

## Biografia
Nata in Etiopia da genitori sudafricani, si è trasferita in Gran Bretagna durante l'adolescenza e ha studiato recitazione al Royal Welsh College of Music & Drama. Si è trasferita in Sudafrica nel 1994 dopo la fine dell'apartheid e ha intrapreso la carriera televisiva con la soap opera Generations.
È nota soprattutto come protagonista del film Lettre d'amour zoulou, per cui ha vinto il premio alla miglior attrice al Festival Panafricain du Cinéma de Ouagadougou nel 2005. Successivamente si è trasferita in Inghilterra, dove è diventata nota al grande pubblico per il ruolo di Mandy in un'ottantina di episodi di Coronation Street.
Molto attiva anche sulle scene londinesi, è associata soprattutto all'opera di David Hare e a quella di Shakespeare, avendo recitato in numerosi classici con la Royal Shakespeare Company e al National Theatre. In campo teatrale ha ottenuto il plauso della critica per la sua interpretazione nel ruolo di Calpurnia in una riduzione scenica de Il buio oltre la siepe, per cui ha ottenuto una candidatura al Premio Laurence Olivier nel 2023.

## Filmografia (parziale)

### Cinema
- Lettre d'amour zoulou, regia di Ramadan Suleman (2004)
- Condannato a combattere - The Forgiven (The Forgiven), regia di Roland Joffé (2017)

### Televisione
- EastEnders - serie TV, 6 episodi (1991)
- Nata libera - Le nuove avventure (Born Free: A New Adventure) - film TV, regia di Tommy Lee Wallace (1996)
- Accadde in aprile (Sometimes in April) - film TV, regia di Raoul Peck (2004)
- Lewis - serie TV, 1 episodio (2011)
- Coronation Street - serie TV, 80 episodi (2012-2013)
- The Widow - serie TV, 3 episodi (2019)
- Gangs of London - serie TV, 7 episodi (2020-2022)
- Andor - serie TV, 3 episodi (2022)

## Doppiatrici italiane
- Alessandra Cassioli in Accadde in aprile